# 集体耕作
集体耕作以及共同耕作是多种农业生产中的一种。是由多位农业主合资进行农业生产。这种集体的类型本质上是一个在各农业主在农业活动共同参与的农业生产合作社。
集体农庄的典型例子是在1930年至1991年间的苏联集体农场以及以色列的农业基布兹。两者都是基于共同拥有的资源、劳动和收入的统筹合作原则。但是，在对于应用选择自由和民主制度的合作原则，两者是不同的。苏联集体农场是在1928年至1933年苏联全国范围的集体化运动期间建立的，它是一个强迫集体化的例子，而基布兹是通过以色列传统的自愿集体化和民主机构驱使而建立的。在20世纪许多国家的具有强迫或国家资助元素的集体化带来的印象是集体农庄是在国家的监督下运作。但事实并非普遍适用，例如以色列的基布兹。